# 僕の心のヤバイやつ
『僕の心のヤバイやつ』（ぼくのこころのヤバイやつ）は、桜井のりおによる日本の少年漫画。略称は「僕ヤバ」。2024年9月時点で累計発行部数は550万部を突破している。
本作の連載は『週刊少年チャンピオン』（秋田書店）で始まり、2018年15号から18号まで掲載された後、同年4月から、同社のウェブコミック配信サイト『チャンピオンクロス』に移籍。7月、同社が『チャンピオンクロス』と『Champion タップ!』を統合して『マンガクロス』を開設すると、本作もそれに伴って『マンガクロス』に移籍している。
桜井がX（旧Twitter）で公開したショート漫画や小ネタが、スピンオフ作品『ツイヤバ』としてAmazon Kindleより自費出版の形で公開されている。

## あらすじ
東京都目黒区洗足を舞台に、陰キャの中二病少年・市川京太郎と陽キャの美少女・山田杏奈の2人が織り成す恋模様を描いたラブコメディである。
市川京太郎は中二病を患う中学2年生で、日々殺人の妄想を繰り広げていた。彼は自分と対照的な同級生・山田杏奈から見下されていると思い込んでおり、特に彼女を殺したいと思っていた。
ある日、京太郎は山田が学校に食べ物を持ち込み、図書室で食べているのを目撃する。その後も山田は美少女のイメージとはかけ離れた言動をとり、京太郎はそんな彼女を放っておけなくなるが、その理由が分からず煩悶する。そんな折、体育の授業で山田が負傷するアクシデントが起こる。負傷に涙する山田を見ていた京太郎もいつしか泣いており、自分が山田に恋していることを自覚する。
一方の山田も当初は京太郎のことを特に気に留めていなかったが、次第に彼に関心を抱き、お気に入りの漫画を貸すなど自分から積極的に交流を図るようになる。そして、2学期最後の登校日に山田は、漫画の続巻を貸すという理由で、クリスマス・イブに京太郎と会う約束を取り付ける。

## 登場人物
声の項はテレビアニメ版における声優。

### 主人公とヒロイン
市川 京太郎（いちかわ きょうたろう）
声 - 堀江瞬
本作の主人公。男子中学生。3月26日生まれ。血液型B型。身長158cmと小柄だが、1年で10cm伸びたとのこと。母親と姉の香菜からは「京ちゃん」と呼ばれ、関根からは「イッチ」と呼ばれている。山田からは当初「市川」と呼ばれていたが、のちに「京太郎」と呼ばれるようになった（交際の事実を知らない人の前以外）。勉強は出来るほう。秋田在住の祖母（声 - 鳳芳野）がいる。『リゼロ』のレムが好きでLINEのアイコンにしている。
心の中での一人称は「僕」だが、人前では「俺」で通している。そのことに山田に気づかれて以降は山田には「僕」と言っている。
陰キャで内向的な性格で友達を持たず、休み時間は読書をして過ごしており、昼休みは図書室に入り浸っている。また、同級生を殺す妄想をするという中二病も患っている。中二病ゆえにモノローグでは偉ぶった物言いをすることもあるが、その実、自己肯定感は低い。一方でスマートではないながらも行動力があり、作中では困っている人のために行動を起こす場面がしばしば描かれている。
山田に対しては当初、自分のような陰キャを下に見ているものと決めつけていた。しかし、物語が進むにつれて彼女の意外な姿を目の当たりにするようになり、心の中の自分「イマジナリー京太郎」（声 - 福山潤）を通して、次第に山田に対する思いを発露させるようになり、遂には恋心を自覚するに至っている。その一方で、自己肯定感の低さなどが災いして山田が自分に好意を抱いていることには、長らく気づいておらず、山田の言動について見当違いの解釈をしてしまうこともあった。
修学旅行の終わりに、晴れて正式に恋仲に。以後、山田の仕事への支障も考慮し、周囲に極力ばれないように交際を続けている。とはいえ、お互いが想いあっていることは小林などの一部の鈍感な人物を除けば気づかれている様子。「祝福女」・安堂が、告白させてフラッシュモブを行おうと画策したため、フラれたふりをすることに。以後も、山田とは友達の振りをしながら交際を続けている。
山田 杏奈（やまだ あんな）
声 - 羊宮妃那
本作のヒロイン。京太郎のクラスメイトで、「秋野杏奈」という芸名で雑誌モデルとして活動する美少女。172cmの長身。9月10日生まれ。血液型AB型。スクールカーストの最上位にいる陽キャで、クラスの人気者。校内では友人の小林・関根・吉田と行動を共にすることが多い。苗字で呼ばれることが多い。家族以外では関根・香菜・ニコ・諏訪から下の名前で呼ばれている。性格は天然かつマイペースで、間の抜けたところもある。また食い意地が張っており、お菓子の持ち込みを禁止されていても、手間を掛けてでも校内で隠れて食べる。
一人称は「私」だが、家族に対しては「杏奈」と言っている。京太郎はこのことは知っている。
物語開始時点では京太郎のことは特に意識していなかったが、その後、彼が自分を助けてくれていることに気づき、彼女なりに親愛の情を示すようになる。物語が進むにつれて図書室に顔を出すことが増えていき、やがて京太郎より遅れて恋心を自覚するに至る。なお、作中では足立や南条など彼女に言い寄る男子が複数登場しており、その手の男子は友人の助力も得つつかわしているが、京太郎への恋心を自覚してからはスキンシップも厭わないなど積極的に京太郎との距離を縮めようとしている。
修学旅行に時間差でお互いに自身の思いを伝えあい、恋仲に。以後も、自身の仕事のこともあり、自由に交際を公表できないもどかしさと、結果として京太郎に嘘をつかせることになった罪悪感も感じつつ、交際を続けている。

### 第十二中学校

#### 2年3組→3年1組
京太郎・山田と2年から現在に至るまでクラスメイトの人物。
小林 ちひろ（こばやし ちひろ）
声 - 朝井彩加
山田の仲良しグループの一人。5月10日生まれ。血液型A型。身長141cm。親友の山田からは「ちぃ」、関根からは「ばやしこ」と呼ばれている。バスケ部の部員で、1年生のときに山田（現在退部）と一緒に部活して友情ができた。山田に構ってあげることが多く、その世話焼きの姿勢を京太郎からは密かに「彼氏さん」と呼ばれていた。一方で抜けているところもあり、異性には弱い。京太郎と山田が両思いであること、交際していることは現在でも素で知らない。フラッシュモブ事件の直後に夏祭りに行った際に、南条に「フラれたのは嘘で、本当は交際している」と告げた。ただしこれは南条が山田にこれ以上ちょっかいをかけないようについた嘘（と本人は思っているが、実は本当）であり、真相は本人も知らないが、「2人が本当に交際していたらいいのに」とは思っている様子。
アレルギー体質のため、スナックが食べられない。
関根 萌子（せきね もえこ）
声 - 潘めぐみ
山田の仲良しグループの一人。10月23日生まれ。血液型A型。身長158cm。一人称は「萌」。ギャルで、見た目は派手で言動は軽く、京太郎からはビッチ扱いされているが、その実、学業成績は学年上位を誇る。また、根は友達思いであり、山田と京太郎の関係についていち早く感づいた。大晦日、京太郎は関根に誘導される形で初めて山田への思いを打ち明けた。その後は2人を応援しつつも、面白がって場を引っ掻き回すことも。2人は、交際の事実を関根に第1号で告げた。以後も時に面白がりながら2人を見守っている。
オタクの兄の影響でアニメに詳しく、『リゼロ』を知っている。
吉田 芹那（よしだ せりな）
声 - 種﨑敦美
山田の仲良しグループの一人。7月18日生まれ。血液型O型。身長162cm。山田からは「にゃあ」、小林からは「芹ちゃん」、関根からは「芹にゃ」と呼ばれる。ヤンキー風で口が悪いが、情に厚い。山田・金生谷とは小学校からの仲で、4年生の時は山田と同じクラスであった。京太郎に対する扱いは仲良し4人組の中では一番悪く、頼りない奴と思っているが、それでもある程度は認めているようで、2人が両思いであることは関根・原の少し後に気づいた。また、後に交際の事実も知らされた。
神崎 健太（かんざき けんた）
声 - 佐藤元
足立や太田とともにしょっちゅう猥談をしている。素朴な見た目に反して異性に関する発言はマニアックで、京太郎からは変態やブス専扱いされている。原のことが好きで、バレンタインデーにチョコレートをもらったり、デートしたり（京太郎・山田とWデートしたことも）、関係は悪くなかったが、修学旅行でフラッシュモブを仕掛けられたことで怒らせてしまった。修学旅行以後、原が登場していないため、その後どうなったかは不明。京太郎と山田が両思いであることはWデートの際に原に教えられている。京太郎とは3年でも同じクラスであり、京太郎を修学旅行の同じ班に誘うなど、仲は良い。
下の名前は単行本6巻特装版付録のトリビュートイラスト集のQ&Aにて判明した。
金生谷 倫（かなおや りん）
声 - 芹澤優
吉田とは仲が良く下の名前で呼び合っている（小学時代よりずっと同じクラス）。バスケの授業中に投げたボールが山田の顔面に直撃して大量の鼻血が出るというアクシデントがあったが、責任を取らなかった為吉田が怒っていた。数日後吉田の押しで山田に謝ってきて、山田と仲良くなる。山田から「倫ちゃん」と呼ばれる。
石室 祐介（いしむろ ゆうすけ）
声 - 内田修一
京太郎によれば陸上部のエースで成績優秀のフツメン。山田と同じマンションに住む。

#### 2年3組→3年2組
京太郎・山田と2年次にクラスメイトだった人物。京太郎らとは別れたものの、3人とも2年連続同じクラス。
足立 翔（あだち しょう）
声 - 岡本信彦
神崎・太田とともにしょっちゅう猥談をしている男子生徒。山田に惹かれており、彼女がいる女子グループにモーションをかけているが、卑猥な下心を見抜かれてしばしば冷たい視線を向けられたり、省かれたりしている。
京太郎とは当初お互いに印象はよくなかったが、何かと話す機会が増えるたびに、性格は正反対だが友人関係を築いていき、同時に山田をめぐる恋敵であることを自覚した。体育祭の騎馬戦で直接対決を持ち掛け、騎馬戦には勝利したものの、山田をめぐる戦いに敗れた。
フラッシュモブ未遂事件で、山田にフラれた（嘘）ことに憤慨していたことから、京太郎より真実を告げられた。
母子家庭で、ギャルで看護師免許を持つ母親（32歳）（声 - 佐藤はな）がいる。
下の名前は単行本6巻特装版付録のトリビュートイラスト集のQ&Aにて判明したが、母親から呼ばれるシーンも複数ある。
太田 力（おおた ちから）
声 - 福島潤
肥満体型。足立や神崎とともにしょっちゅう猥談をしている。
下の名前は単行本6巻特装版付録のトリビュートイラスト集のQ&Aにて判明した。
原 穂乃香（はら ほのか）
声 - 豊崎愛生
京太郎と同じクラスの、ぽっちゃりした女子生徒。神崎に好意を抱かれており、作中では2人で出かけたりしている。また山田とも交流があり、彼女と京太郎が互いに想い合っていることに早く感づいた1人。
下の名前は単行本6巻特装版付録のトリビュートイラスト集のQ&Aにて判明した。

#### 3年1組
京太郎・山田の3年次のクラスメイト。2年次は別のクラスだった。
安堂 カンナ（あんどう カンナ）
声 - 井口裕香
関根と1年生の時に同じクラスだった友人。通称「カンカン」、山田から「パンダ」と呼ばれる。逆に山田は「山田あ」と呼んでいる。いつも黒いマスクをしている。カップルを見つけて、強制告白イベントを開いたりフラッシュモブでお祝いしたりするのが趣味で、京太郎は「祝福女」と陰で呼んでいる。
半沢 ユリネ（はんざわ ユリネ）
声 - 上田麗奈
安堂の親友。小学時代は小林と仲が良かった。口数が少なく無表情ぎみだが、実際は恋に興味津々など幼い一面持つ。安堂からは「ユリ」、山田からは「ざーさん」と呼ばれる。
鵠沼 直（くげぬま なお）
声 - 梶裕貴
騎馬戦で京太郎と組んだコワモテの生徒。京太郎のことは意外と度胸があると評している。その後も京太郎とはちょくちょく話すことがある模様。
中村 悠馬（なかむら ゆうま）、建 竜心（たて りゅうじん）
鵠沼の友人。中村は吉田とも昔からの知人らしい。
山田 徹平（やまだ てっぺい）
男子の方の山田。神崎の野球部の友人。2年の時点で、1組にもう一人山田がいることが示唆されていた。
瀬戸山 由佳（せとやま ゆか）、田原 瑠璃（たはら るり）
小林のバスケ部の友人。それぞれ「ユカちゃん」、「るぅ」と呼ばれている。

#### 上級生
南条 ハルヤ（なんじょう ハルヤ）
声 - 島﨑信長
京太郎の1学年上の先輩。山田との交際を狙って幾度となくアプローチをかけているが、そのたびに山田の友達に阻まれている。京太郎からは「ナンパイ」と呼ばれ、嫌われている。しかし、京太郎が自転車を川に投げ込んだ際には、率先して引き上げようと動いた良心的な一面も持つ。足立とは委員会が一緒で仲が良い。
間宮（まみや）
声 - 朝日奈丸佳
南条の同級生の女子。彼に気がある。

#### 教師
前田先生（まえだせんせい）
声 - 乃村健次
京太郎の2年3組の担任。男性。担当教科は体育。不登校気味の京太郎を何かと気にかけていた。
守屋先生（もりやせんせい）
声 - 名塚佳織
京太郎の3年1組の担任。女性。陽キャで京太郎の苦手なタイプ。体育祭を「教師同士のマウント合戦」に備えて力を入れていることを隠さない正直な性格。

### 市川と山田の家族
市川 香菜（いちかわ かな）
声 - 田村ゆかり
京太郎の姉。早須田大学政経学部2→3年生で、軽音楽部所属。11月9日生まれ、B型、身長157cm。「Primary COLOR」というバンドを結成しており、自身はボーカル・ギター。京太郎からは「おねえ」と呼ばれる。サバサバした性格に反して弟のことは溺愛しており、京太郎からは鬱陶しがられてはいるものの仲は悪くない。初詣で山田と初めて会い、意気投合した。以来、山田から「お姉ちゃん」と呼ばれている。元々はガリ勉だったこともあり、彼氏いない歴＝年齢。京太郎と山田のことは応援しているが、制服デートには嫉妬していた。
市川 由美子（いちかわ ゆみこ）
声 - 西村ちなみ
京太郎と香菜の母親。46歳→47歳。顔付きは京太郎と香菜に似ている。
市川 優作（いちかわ ゆうさく）
声 - 中野裕斗
京太郎と香菜の父親。59歳→60歳。大学教授。顔付きは京太郎に似ている。温和で言葉は少なめだが、香菜と京太郎の事を可愛がっている。
山田 早苗（やまだ さなえ）
声 - 皆口裕子
杏奈の母親。41歳→42歳。クールな見た目でTHE教育ママな一面があるが、実は家では優しい。
京太郎のことは初対面から認めている。
山田 雪菜（やまだ ゆきな）
声 - 細谷佳正
杏奈の父親。39歳→40歳。職業はフランス料理のシェフ。無口で体格も良いため杏奈の友人からは恐れられている。
ゲームが趣味。京太郎と初めて家で会った段階でゲームで遊び、また遊びたいと思った様子。なお、それ以前にマンションのエレベーターですれ違ったことがあり、山田のジャージを着ていたことから、京太郎のことを同姓の「山田」だと勘違いしていた。
わん太郎
声 - 堀江瞬
山田の飼い犬。

### 芸能関係
諏訪 祐希（すわ ゆうき）
声 - 斎賀みつき
山田の担当マネージャー。4年の付き合いで家族のようなものとは本人の弁。山田の芸能関係の支障になるものは排除する主義であるが、京太郎との交際そのものは反対していない。初対面の時点では交際前だったが、この時すでに2人が交際しているものと勘違いしていた。
香田 ニコ（こうだ ニコ）
声 - 土屋李央
山田が憧れる19歳のカリスマモデルだが、ニコ当人も山田の大ファン。僕っ娘。広島県尾道市出身。「豚野郎」なるSNSアカウントで山田をストーキングするような投稿を繰り返しており、それを京太郎に見抜かれた。それ以降、京太郎とも顔見知りだが、交際していることは知らない。京太郎や山田らが勉強合宿をするのに自身の別荘を貸したことがきっかけで香菜を「お姉さま」と慕うようになる。香菜曰く、週5で香菜に会いに来る。また、山田絡みの用事でよく京太郎ともLINEしている。京太郎のことは「少年」と呼んでいる。
片岡 健（かたおか けん）
声 - 大塚芳忠
山田が主演した映画でダブル主演した大物俳優。54歳。役柄上、山田の父親。撮影中に28人の愛人がいるというスキャンダルが報じられた。
大槻 楓（おおつき かえで）
声 - 日野まり
雑誌「シエル」の編集者。ミディアムボブでそばかすがある。しばらくの間、ニコから京太郎の母親と勘違いされていた。山田が桜鹿大付属高の文化祭に遊びに行った様子を偶然SNSにあげられていたのを発見し、諏訪に報告した。

### 香菜の周囲の人物
ももちゃん / 桃山（ももやま）
香菜のバンド「Primary COLOR」のメンバー。早須田大学法学部2年。香菜らより1学年下である理由は本編では「1浪」とされているが、「僕ヤバ大事典」では留年とされている。栃木県出身。ドラマーとしては売れっ子で3つのバンド掛け持ちするが、性格には非常に難があり、酒癖が悪く、本人によれば、香菜の普通の友人からは嫌われている。地雷系ファッションで、短いツインテールとギザ歯がトレードマーク。京太郎や山田らの勉強合宿に香菜とともに乱入し、関根と知り合いに。現在は関根の家庭教師をしている。
あおとん、ひなこ
香菜・桃山のバンド「Primary COLOR」のメンバー。いずれも早須田大学法学部3年。あおとんがリードギター、ベースがひなこ。
ブルー・コールドメン
香菜たちの知り合いのおっさんバンド。G.T（岡本達治、52歳）、Makkan（真中忠仁、54歳）、JJ（坂本次郎、53歳）、Yanagi（柳行雄）の4人組。それぞれ本職がある。桃山同様、下北沢を拠点に活動している。
ショーゴ
桃山の彼氏かと思われていたが、実際に交際関係はなかったことは後に判明。25歳。メルカリで転売をして生計を立てているとのこと。
陣 宗太（じん そうた）
香菜のバイト先（たこ焼き屋）の後輩。新入りであったが、客として店にやってきた京太郎と山田と私語をしてばかりの香菜を𠮟責していた。

### その他
木下（きのした）
声 - 日向未南（小学生時代の回想）
京太郎の小学校時代の友人で、京太郎が落ちた私立の男子校（付属校）に通う。同じ塾に通い、後に同じ中学校に進学した高野（声 - 國府咲月、小学生時代の回想）とともに3人で行動することが多かった。
後に京太郎と再会。内進ではなく京太郎と同じ秀岳館高校を志望しており、近頃は行動を共にする機会が増えた。オタク特有の独特の口調で話す。関根とも同じ小学校の知人。十二中に陽キャの妹がおり、くしくも関根と同じ構図（私立に通うオタクの兄と公立に通う陽キャの妹）。関根からは「キノッピ」と呼ばれる。

## 作風
先述したように、本作は陰キャ少年・京太郎と陽キャ少女・山田の恋物語である。ストーリーは京太郎の視点で描かれており、彼が恋に落ちていくさまが事細かに描かれている。他のキャラクターについても表情の些細な変化などから心情をうかがい知ることができるようになっており、総じてキャラクターの感情や関係性の変化が丁寧に描かれた作品となっている。
一方で、京太郎と山田は互いに好き合ってはいるものの、相手に惚れた決定的瞬間がいつなのかは明確にされていない。これは意図的なもので、作者の桜井は、中学生の初恋は恋愛感情とそれ以外の感情の境目が曖昧であり、恋に落ちたタイミングと恋を自覚したタイミングが違うという面白さを本作で表現したかったのだと発言している。この意図はタイトルにも表れており、桜井曰く「僕の心のヤバイやつ」というタイトルは「自分の中にある、恋心なのか何なのかわからない感情」を表現したいという思いから生まれたものだという。
本作以前の桜井の作品は主に1話完結型のギャグ漫画であったが、本作は人間の心の機微を描くストーリーものと、それまでの作品とは異なる作風になっている。一方で、一時期本作と並行して執筆された『ロロッロ!』とは、陰キャの子供を主人公に据えているという共通点もある。これは当時の桜井が陰キャの子供とその周りの人間との関係性に関心を抱いていたことに起因しているが、他方で主人公の性別は異なり、その結果、『ロロッロ!』では主人公が同性の女子グループに馴染めるかが描かれているのに対し、本作では主人公が異性の女子と親しくなれるかという点に主眼が置かれるという、異なる観点を持つ作品に仕上がっている。加えて本作は『ロロッロ!』よりもリアリティを追求した作品となっており、陰キャ男子の自意識がリアルに描かれているほか、作中に登場する下ネタも男子中学生の性欲を生々しく描いたものになっている。
また、本作は桜井曰く「サラッとも読めるけど、何度も読み返すことでも発見がある」作品になるよう作られており、隅にあるコマや一見すると特に意図もなさそうなセリフにまで伏線と思しき描写が仕込まれている。作中に散りばめられた謎は読者の考察意欲を刺激しており、本作では新しい話が公開されるたびに、謎の存在に気づいた読者がインターネット上で考察を繰り広げるのが恒例となっている。

## 制作背景
桜井によると、自分の元担当編集者が漫画編集部に復帰した際、また一緒に漫画を作りたいと思って桜井が本作のネームを持ち込んだことが、本連載が生まれたきっかけだという。なお、この編集者の当時の配属先はヤングチャンピオン編集部であったが、本作は『週刊少年チャンピオン』での連載を経てウェブコミック配信サイトでの連載に移行するという経緯をたどった。これについて桜井は、本作はもともとウェブコミック配信サイトでの連載を予定しており、その上で作品を知ってもらうため序盤の話のみ『週刊少年チャンピオン』に掲載する形を採ったと発言している。
先述したとおり、本作以前の桜井はギャグ漫画が主であった。このような中で本作がラブコメディとなったのは、当時の桜井にラブコメディを好きになるという変化が起きていたからだといい、「どうしたら女子が魅力的に見えるか、男子はどうコミュニケーションを取るのか」を考え続けた結果、編集者にネームを見せたときには既に序盤の7話分のネームができていたという。
男子を主人公に据えるというアイディアは、『ロロッロ!』で少女型ロボットが男子化する回を描いたことがきっかけで生まれた。この回では男子化したことで女子を見る目が変化するという話が描かれており、桜井曰く、そこから「男子目線から女子を描くと、魅力的に見えるんじゃないか」という着想を得たという。一方で、ヒロイン・山田のモチーフは元アイドルの亀井絵里であり、亀井のパーソナリティの一部が山田に反映されている。

## 社会的評価
以下の表にあるように本作は複数の漫画賞にノミネートされており、このうち一般投票型の漫画賞で好成績を収めている。特に2019年には『このマンガがすごい！』のオトコ編で3位に入っており、これを記念して実写プロモーションビデオが公開されている。
| 発表年 | 賞                                     | 部門          | 結果 |
| ------ | -------------------------------------- | ------------- | ---- |
| 2019   | 次にくるマンガ大賞 2019                | Webマンガ部門 | 5位  |
| 2019   | このマンガがすごい！2020               | オトコ編      | 3位  |
| 2020   | 全国書店員が選んだおすすめコミック2020 |               | 13位 |
| 2020   | マンガ大賞2020                         |               | 11位 |
| 2020   | みんなが選ぶTSUTAYAコミック大賞2020    |               | 4位  |
| 2020   | 次にくるマンガ大賞 2020                | Webマンガ部門 | 1位  |
| 2021   | みんなが選ぶTSUTAYAコミック大賞 2021   |               | 1位  |

本作がこうした人気を獲得するに至った要因として、当時の世相の影響を指摘する声がある。ライターの古澤誠一郎は、作者の桜井の実力が人気獲得の最大の要因としつつ、本作には従来のラブコメと比べて男女の役割が逆転している側面があり、この点が男性観・女性観が変わりつつある世相と合致しており、支持を広げることに一役買っていると分析している。
また、産経ニュースの書評では、作中の京太郎と山田のやり取りは、読む者に中学生のときを思い起こさせる力があると評されている。ライターの小林聖曰く特に京太郎と似た気質を持っていた者には京太郎の挙動が生々しく感じられるといい、実際に小説家の谷津矢車は、学生時代の自分が京太郎と似ており、それゆえに京太郎と山田のやり取りを見ていると「やきもきさせられる」と述べている。

## 書誌情報
- 桜井のりお 『僕の心のヤバイやつ』 秋田書店〈少年チャンピオン・コミックス〉、既刊12巻（2025年6月6日現在）
  1. 2018年12月15日初版発行（2018年12月7日発売[60][秋 1]）、ISBN 978-4-253-22615-8
  2. 2019年9月15日初版発行（2019年9月6日発売[61][秋 2]）、ISBN 978-4-253-22616-5
  3. 2020年6月15日初版発行（2020年6月8日発売[62][秋 3][秋 4]）、ISBN 978-4-253-22617-2 / ISBN 978-4-253-22618-9（特装版）
  4. 2021年2月15日初版発行（2021年2月8日発売[秋 5][秋 6]）、ISBN 978-4-253-22619-6 / ISBN 978-4-253-22620-2（特装版）
  5. 2021年7月15日初版発行（2021年7月8日発売[秋 7][秋 8]）、ISBN 978-4-253-22667-7 / ISBN 978-4-253-22666-0（特装版）
  6. 2022年1月15日初版発行（2022年1月7日発売[63][秋 9][秋 10]）、ISBN 978-4-253-22669-1 / ISBN 978-4-253-22668-4（特装版）
  7. 2022年8月15日初版発行（2022年8月8日発売[秋 11][秋 12]）、ISBN 978-4-253-22684-4 / ISBN 978-4-253-22670-7（特装版）
  8. 2023年3月15日初版発行（2023年3月8日発売[64][秋 13][秋 14]）、ISBN 978-4-253-22685-1 / ISBN 978-4-253-22967-8（特装版）
  9. 2023年11月15日初版発行（2023年11月8日発売[秋 15][秋 16]）、ISBN 978-4-253-22969-2 / ISBN 978-4-253-22968-5（特装版）
  10. 2024年4月15日初版発行（2024年4月8日発売[秋 17][秋 18]）、ISBN 978-4-253-28476-9 / ISBN 978-4-253-22970-8（特装版）
  11. 2024年11月15日初版発行（2024年11月8日発売[秋 19][秋 20]）、ISBN 978-4-253-28477-6 / ISBN 978-4-253-28478-3（特装版）
  12. 2025年6月15日初版発行（2025年6月6日発売[秋 21][秋 22]）、ISBN 978-4-253-28480-6 / ISBN 978-4-253-28479-0（特装版）
- 『僕の心のヤバイやつ TVアニメ公式ガイドブック』秋田書店、2023年10月15日初版発行（2023年10月6日発売[秋 23]）、ISBN 978-4-253-10112-7
- 望公太（著）・桜井のりお（原作・イラスト）・sune（口絵・本文イラスト） 『小説 僕の心のヤバイやつ』KADOKAWA、2024年9月25日発売[3]、ISBN 978-4-04-684008-0

第3巻以降は通常版に加えて特装版もリリースされ、3巻では作中人物のプロフィール帳やアンソロジーコミックなどを収録した小冊子『僕らの心のヤバイやつ』が、4巻ではカレンダーつきイラストカードセットが、5巻では描きおろしカラーイラストおよび単行本未収録のショートエピソードを収録した小冊子『僕らの心のアルバム―これまでとこれから―』がそれぞれ同梱された。

## スピンオフ
2025年夏より、チャンピオンクロスにて、本作のスピンオフ「僕の心のヤバイやつ ラブコメディが始まらない」が連載開始されることが決定した。市川京太郎の姉・香菜を主人公とした「残念系ラブコメディ」で、桜井が監修、七坂ハイカの作画で制作される。

## テレビアニメ
第1期は2023年4月から6月まで、テレビ朝日系列『NUMAnimation』枠ほかにて放送された。
第1期の最終回放送後、第2期の制作が発表された。2024年1月から3月まで同枠にて放送された。また、スピンオフ『ツイヤバ』もアニメ化され、2023年12月11日にAmazon Prime Videoにて配信された。
第2期のオープニングアニメーションは、荒木哲郎が絵コンテ・演出をしている。監督の赤城博昭からアドバイスを受けつつ、「どうかエモく！求めうる最大までエモく」したという。また、第20話の放送にあたり、『Re:ゼロから始める異世界生活』とコラボ企画が行われ、同作の登場人物であるレム（声 - 水瀬いのり）、ならびに市川、および山田によるミニドラマとイラストが公開された。

### スタッフ
- 原作 - 桜井のりお[10]
- 監督 - 赤城博昭[10]
- シリーズ構成・脚本 - 花田十輝[10]
- キャラクターデザイン - 勝又聖人[10]
- サブキャラクターデザイン - 瀬川健寿
- 色彩設計 - 柳澤久美子[76]
- 美術監督 - 黛昌樹[76]
- 撮影監督 - 峰岸健太郎、竹沢裕一[76]
- 編集 - 肥田文[76]
- 音響監督 - 小沼則義[76]
- 音響制作 - マジックカプセル[77]
- 音楽 - 牛尾憲輔[10]
- プロデューサー - 遠藤一樹、倉島洋一、林郁美、田中康太、大槻宏美、外川明宏、李尚鎭、松井優子
- アニメーションプロデューサー - 櫻井洋介
- 制作 - シンエイ動画[10]
- 製作 - 僕ヤバ製作委員会[10]

### 主題歌
「斜陽」
ヨルシカによる第1期オープニングテーマ、および第25話エンディングテーマ。作詞・作曲・編曲はn-buna。
「数センチメンタル」
こはならむによる第1期エンディングテーマ。作詞はタカノシンヤとKERENMI、作曲はKERENMI、編曲はKOHDとKERENMI。
「僕は…」
あたらよによる第2期オープニングテーマ。作詞・作曲はひとみ、編曲はまーしーとSoma Genda。
「恋してる自分すら愛せるんだ」
こはならむによる第2期エンディングテーマ、および第25話挿入歌。作詞はタカノシンヤとKERENMI、作曲はKERENMI、編曲はKOHDとKERENMI。

### 各話リスト
| 話数       | サブタイトル                                                                 | 絵コンテ         | 演出                | 作画監督 | 総作画監督                 | 初放送日                   |       |       |       |       |       |       |       |       |       |       |       |       |       |       |       |       |       |       |
| 第1期      | 第1期                                                                        | 第1期            | 第1期               | 第1期 | 第1期                      | 第1期                      | 第1期 | 第1期 | 第1期 | 第1期 | 第1期 | 第1期 | 第1期 | 第1期 | 第1期 | 第1期 | 第1期 | 第1期 | 第1期 | 第1期 | 第1期 | 第1期 | 第1期 | 第1期 |
| ---------- | ---------------------------------------------------------------------------- | ---------------- | ------------------- | --- | -------------------------- | -------------------------- | ----- | ----- | ----- | ----- | ----- | ----- | ----- | ----- | ----- | ----- | ----- | ----- | ----- | ----- | ----- | ----- | ----- | ----- |
| karte 1    | 僕は奪われた                                                                 | 今村洋輝         | 今村洋輝            | 岡田絵里香 川島尚 大野勉 松尾亜希子 真島ジロウ                                                                                        | 勝又聖人 瀬川健寿 茂木琢次 | 2023年 4月2日              |       |       |       |       |       |       |       |       |       |       |       |       |       |       |       |       |       |       |
| karte 2    | 僕は死んだ                                                                   | 白幡良志之       | 陳達理              | 真島ジロウ 前田園香 佐藤好 北村友幸                                                                                                   | 勝又聖人 瀬川健寿 茂木琢次 | 4月9日                     |       |       |       |       |       |       |       |       |       |       |       |       |       |       |       |       |       |       |
| karte 3    | 僕は抱きしめたい                                                             | 吉川博明         | 白幡良志之          | 前田園香 広中千恵美 川島尚 渕脇泰賀                                                                                                   | 勝又聖人 瀬川健寿 茂木琢次 | 4月16日                    |       |       |       |       |       |       |       |       |       |       |       |       |       |       |       |       |       |       |
| karte 4    | 僕は心の病                                                                   | パク・キョンスン | パク・キョンスン    | 湯川純 中山和子 佐藤好 広中千恵美 渕脇泰賀 北村友幸 小野田将人 大沢美奈 前田園香 北川知子 真島ジロウ 茂木琢次                         | 勝又聖人 瀬川健寿 茂木琢次 | 4月23日                    |       |       |       |       |       |       |       |       |       |       |       |       |       |       |       |       |       |       |
| karte 5    | 僕らははぐれた                                                               | まついひとゆき   | 鈴木拓磨            | 澤田美香 岡田絵里香 松尾亜希子 北村友幸 川島尚                                                                                        | 勝又聖人 瀬川健寿 茂木琢次 | 4月30日                    |       |       |       |       |       |       |       |       |       |       |       |       |       |       |       |       |       |       |
| karte 6    | 僕は溶かした                                                                 | 須藤瑛仁         | 須藤瑛仁            | つしまゆりか 澤田美香 栁澤彼方 ヘイン 茂木琢次 大野勉 宇良隆太 須藤瑛仁 北川知子                                                      | 勝又聖人 瀬川健寿 茂木琢次 | 5月7日                     |       |       |       |       |       |       |       |       |       |       |       |       |       |       |       |       |       |       |
| karte 7    | 僕らは入れ替わってる                                                         | 吉川博明         | 久保太郎            | 大藤佐恵子 大沢美奈 野口孝行 藤部生馬 茂木琢次 真島ジロウ 前田園香 岡田絵里香 降籏秀吉 白絲みく studio cat スタジオマスケット         | 勝又聖人 瀬川健寿 茂木琢次 | 5月14日                    |       |       |       |       |       |       |       |       |       |       |       |       |       |       |       |       |       |       |
| karte 8    | 僕は夢を見た                                                                 | 青柳隆平         | 陳達理              | 前田園香 広中千恵美 渕脇泰賀 松尾亜希子 川島尚 北川知子                                                                               | 勝又聖人 瀬川健寿 茂木琢次 | 5月21日                    |       |       |       |       |       |       |       |       |       |       |       |       |       |       |       |       |       |       |
| karte 9    | 僕は山田が嫌い                                                               | 白幡良志之       | パク・キョンスン    | 川島尚 降籏秀吉 前田園香 北村友幸 藤原竜我 慧敏 明光 DR MOVIE                                                                         | 勝又聖人 瀬川健寿 茂木琢次 | 5月28日                    |       |       |       |       |       |       |       |       |       |       |       |       |       |       |       |       |       |       |
| karte 10   | 僕らはゆっくり歩いた                                                         | 今村洋輝         | 大久保亮 福井洋平   | 前田園香 佐藤好 渕脇泰賀 壹岐悠ノ介 北川知子 秦洋美 松尾亜希子 池津寿恵 持田愛                                                        | 勝又聖人 瀬川健寿 茂木琢次 | 6月4日                     |       |       |       |       |       |       |       |       |       |       |       |       |       |       |       |       |       |       |
| karte 11   | 僕らは少し似ている                                                           | 松村樹里亜       | 深瀬重              | 広中千恵美 岡田絵里香 北村友幸 松尾亜希子 降籏秀吉 大野勉 慧敏 明光                                                                   | 勝又聖人 瀬川健寿 茂木琢次 | 6月11日                    |       |       |       |       |       |       |       |       |       |       |       |       |       |       |       |       |       |       |
| karte 12   | 僕は僕を知ってほしい                                                         | 吉川博明         | 友田康              | 前田園香 中城悦雄 柴田ユウジ 北川知子 降籏秀吉 真島ジロウ 壹岐悠ノ介 茂木琢次 渕脇泰賀 松尾亜希子 柳孝相                              | 勝又聖人 瀬川健寿 茂木琢次 | 6月18日                    |       |       |       |       |       |       |       |       |       |       |       |       |       |       |       |       |       |       |
| スピンオフ |                                                                              |                  |                     | |                            |                            |       |       |       |       |       |       |       |       |       |       |       |       |       |       |       |       |       |       |
| -          | おはよう血液型クイズ好きな髪形移動教室おねえと買い物いい匂いするサボっちゃう | 青柳隆平         | 時野蒼 北野巧       | 前田園香 渡辺敦子 降籏秀吉 松尾亜希子 WUXI HUAXIAN ANIMATION PRODUCTION FanDongdong SunJiwei Wei Xu Long MarBean Animation Back misun | -                          | 2023年 12月11日 （配信日） |       |       |       |       |       |       |       |       |       |       |       |       |       |       |       |       |       |       |
| -          | 闇の能力者なんでだよ肉まんバイバイ                                           | 桜井弘明         | 桜井弘明            | 前田園香 渡辺敦子 降籏秀吉 松尾亜希子 WUXI HUAXIAN ANIMATION PRODUCTION FanDongdong SunJiwei Wei Xu Long MarBean Animation Back misun | -                          | 2023年 12月11日 （配信日） |       |       |       |       |       |       |       |       |       |       |       |       |       |       |       |       |       |       |
| -          | ゾンビごっこゾンビごっこ2クリスマスブーツ                                    | 青柳隆平         | 南若葉              | 前田園香 渡辺敦子 降籏秀吉 松尾亜希子 WUXI HUAXIAN ANIMATION PRODUCTION FanDongdong SunJiwei Wei Xu Long MarBean Animation Back misun | -                          | 2023年 12月11日 （配信日） |       |       |       |       |       |       |       |       |       |       |       |       |       |       |       |       |       |       |
| 第2期      |                                                                              |                  |                     | |                            |                            |       |       |       |       |       |       |       |       |       |       |       |       |       |       |       |       |       |       |
| karte 13   | 僕らは探している                                                             | 青柳隆平         | 白幡良志之          | 松尾亜希子 前田園香 北村友幸 広中千恵美 降籏秀吉                                                                                      | 勝又聖人 瀬川健寿 山本     | 2024年 1月7日              |       |       |       |       |       |       |       |       |       |       |       |       |       |       |       |       |       |       |
| karte 14   | 僕は大人のなりかけ                                                           | 鮫月虎太郎       | 久保太郎            | 岡田絵里香 川島尚 降籏秀吉 大野勉 らいす 前田園香                                                                                     | 勝又聖人 瀬川健寿 山本     | 1月14日                    |       |       |       |       |       |       |       |       |       |       |       |       |       |       |       |       |       |       |
| karte 15   | 僕は山田と                                                                   | 高柳哲司         | パク・キョンスン    | 松尾亜希子 前田園香 北村友幸 瀬戸良兼 降籏秀吉 中山和子 壹岐悠ノ介 宮暁秀                                                             | 勝又聖人 瀬川健寿 茂木琢次 | 1月21日                    |       |       |       |       |       |       |       |       |       |       |       |       |       |       |       |       |       |       |
| karte 16   | 山田は僕を                                                                   | 桜井弘明         | 大久保亮            | 岡田絵里香 川島尚 らいす 前田園香 広中千恵美                                                                                          | 勝又聖人 瀬川健寿 山本     | 1月28日                    |       |       |       |       |       |       |       |       |       |       |       |       |       |       |       |       |       |       |
| karte 17   | 僕は知りたい                                                                 | 白幡良志之       | 曽根利幸            | 川島尚 岡田絵里香 秦洋美 大野勉 降籏秀吉 真島ジロウ                                                                                   | 勝又聖人 瀬川健寿 山本     | 2月4日                     |       |       |       |       |       |       |       |       |       |       |       |       |       |       |       |       |       |       |
| karte 18   | 山田は僕が好き                                                               | 青柳隆平         | 榎田敬宏            | 松尾亜希子 藤部生馬 秦洋美 北村友幸 前田園香 王家涵                                                                                   | 勝又聖人 瀬川健寿 山本     | 2月11日                    |       |       |       |       |       |       |       |       |       |       |       |       |       |       |       |       |       |       |
| karte 19   | 僕らは溢れ出る                                                               | 一居一平         | 江口大輔            | 富永武志 三橋文香 瀬戸良兼 前田園香 森円美 岡田絵里香 松尾亜希子                                                                      | 勝又聖人 瀬川健寿 山本     | 2月18日                    |       |       |       |       |       |       |       |       |       |       |       |       |       |       |       |       |       |       |
| karte 20   | 僕らは夜更かしした                                                           | 吉川博明         | 白幡良志之          | 小原佑太 川島尚 宮暁秀 北村友幸 渕脇泰賀 永山志成 瀬戸良兼 らいす 前田園香 中山和子 秦洋美 茂木琢次                                   | 勝又聖人 瀬川健寿 山本     | 2月25日                    |       |       |       |       |       |       |       |       |       |       |       |       |       |       |       |       |       |       |
| karte 21   | 僕らは約束した                                                               | 稲垣隆行         | 久保太郎            | 岡田絵里香 前田園香 森円美 野口孝行 らいす 瀬戸良兼 シワスタカシ 多田和春 白井英治                                                    | 勝又聖人 瀬川健寿 山本     | 3月3日                     |       |       |       |       |       |       |       |       |       |       |       |       |       |       |       |       |       |       |
| karte 22   | 僕は山田に近づきたい                                                         | 桜井弘明         | パク・キョンスン    | 広中千恵美 北村友幸 柴田ユウジ 秦洋美 川島尚 宮暁秀 渡部桂太 前田園香 小原佑太 らいす 尾津鉄平 中城悦雄 多田和春 山崎梨楽 小牧容子    | 勝又聖人 瀬川健寿 山本     | 3月10日                    |       |       |       |       |       |       |       |       |       |       |       |       |       |       |       |       |       |       |
| karte 23   | 僕は負けたくない                                                             | 青柳隆平         | 本間みなみ          | 広中千恵美 松尾亜希子 永山志成 森円美 尾津鉄平 渕脇泰賀 前田園香 真島ジロウ 山崎梨楽 山内大輔                                         | 勝又聖人 瀬川健寿 山本     | 3月17日                    |       |       |       |       |       |       |       |       |       |       |       |       |       |       |       |       |       |       |
| karte 24   | 僕は伝えたい                                                                 | 鮫月虎太郎       | 江副仁美            | 柴田ユウジ 前田園香 川島尚 北村友幸 瀬戸良兼 秦洋美 らいす 森円美 中山和子 池津寿恵 永山志成 尾津鉄平 野中美希                        | 勝又聖人 瀬川健寿 山本     | 3月24日                    |       |       |       |       |       |       |       |       |       |       |       |       |       |       |       |       |       |       |
| karte 25   | 僕と私の恋心                                                                 | 大地丙太郎       | 江口大輔 白幡良志之 | 岡田絵里香 尾津鉄平 広中千恵美 渕脇泰賀 九重亜夜 前田園香 三橋文香 川島尚 森円美 北村友幸 松尾亜希子 真島ジロウ                       | 勝又聖人 瀬川健寿 山本     | 3月31日                    |       |       |       |       |       |       |       |       |       |       |       |       |       |       |       |       |       |       |

### 放送局
| 放送期間               | 放送時間                     | 放送局                               | 対象地域・備考                         |
| ---------------------- | ---------------------------- | ------------------------------------ | -------------------------------------- |
| 2023年4月2日 - 6月18日 | 日曜 1:30 - 2:00（土曜深夜） | テレビ朝日（製作参加）ほか系列全24局 | 日本国内 字幕放送 / 『NUMAnimation』枠 |
|                        | 日曜 2:30 - 3:00（土曜深夜） | テレ朝チャンネル1                    | CS放送                                 |
| 2023年4月9日 - 6月25日 | 日曜 1:00 - 1:30（土曜深夜） | BS朝日                               | 製作参加 / BS/BS4K放送 / 『アニメA』枠 |

| 放送期間               | 放送時間                     | 放送局                               | 対象地域・備考                         |
| ---------------------- | ---------------------------- | ------------------------------------ | -------------------------------------- |
| 2024年1月7日 - 3月31日 | 日曜 1:30 - 2:00（土曜深夜） | テレビ朝日（製作参加）ほか系列全24局 | 日本国内 字幕放送 / 『NUMAnimation』枠 |
| 2024年1月14日 -        | 日曜 1:00 - 1:30（土曜深夜） | BS朝日                               | 製作参加 / BS/BS4K放送 / 『アニメA』枠 |
| 2024年1月21日 -        | 日曜 22:00 - 22:30           | テレ朝チャンネル1                    | CS放送                                 |

インターネットではAmazon Prime Videoにて第1期は2023年4月2日、第2期は2024年1月7日より、毎週日曜2時（土曜深夜）更新で見放題配信サービス独占配信。

### BD
| 巻 | 発売日        | 収録話         | 規格品番   |
| -- | ------------- | -------------- | ---------- |
| 1  | 2023年6月30日 | 第1話 - 第4話  | EYXA-14101 |
| 2  | 2023年7月28日 | 第5話 - 第8話  | EYXA-14102 |
| 3  | 2023年8月25日 | 第9話 - 第12話 | EYXA-14103 |

| 巻 | 発売日        | 収録話          | 規格品番   |
| -- | ------------- | --------------- | ---------- |
| 4  | 2024年3月27日 | 第13話 - 第16話 | EYXA-14113 |
| 5  | 2024年4月24日 | 第17話 - 第20話 | EYXA-14114 |
| 6  | 2024年5月29日 | 第21話 - 第25話 | EYXA-14115 |

| テレビ朝日系列 NUMAnimation | テレビ朝日系列 NUMAnimation | テレビ朝日系列 NUMAnimation              |
| 前番組                      | 番組名                      | 次番組                                   |
| --------------------------- | --------------------------- | ---------------------------------------- |
| ブルーロック（第1期）       | 僕の心のヤバイやつ（第1期） | うちの会社の小さい先輩の話               |
| 僕らの雨いろプロトコル      | 僕の心のヤバイやつ（第2期） | ささやくように恋を唄う - ※第1話 - 第10話 |

## 劇場アニメ
2024年9月に劇場版の制作決定が発表された。2026年2月13日に公開予定。テレビアニメの編集版に新規映像を加えたものとなっている。

### スタッフ（劇場）
- 原作 - 桜井のりお[83]
- 総監督 - 赤城博昭[83]
- 監督 - 陳達理[83]
- 脚本 - 花田十輝[83]
- キャラクターデザイン - 勝又聖人[83]
- 色彩設計 - 柳澤久美子[83]
- 美術監督 - 黛昌樹[83]
- 撮影監督 - 峰岸健太郎、竹沢裕一[83]
- 編集 - 肥田文[83]
- 音響監督 - 小沼則義[83]
- 音響制作 - ビットグルーヴプロモーション[83]
- 音楽 - 牛尾憲輔[83]
- 制作 - シンエイ動画[83]
- 製作 - 僕ヤバ製作委員会[83]
- 配給 - 東映、エイベックス・ピクチャーズ[83]